# كرزيستوف يانوس
كرزيستوف يانوس (بالبولندية: Krzysztof Janus)‏ هو لاعب كرة قدم بولندي في مركز الوسط، ولد في 25 مارس 1986 في Gmina Brzeg Dolny ‏ في بولندا. لعب مع زاغويمبيه لوبين ونادي كراكوفيا الرياضي.

## وصلات خارجية
- كرزيستوف يانوس على موقع قاعدة بيانات كرة القدم.إي يو (الإنجليزية)
- كرزيستوف يانوس على موقع Soccerway.com (الإنجليزية)